# قطعه زمستانی
قطعه زمستانی فیلمی به کارگردانی فرهاد مهران‌فر و نویسندگی فرهاد مهران‌فر، موسی علیجانی ساختهٔ سال ۱۳۸۰ است.

## بازیگران
- نازبانو محمدیاری
- سیمین حمیدی
- موسی علیجانی
- نسرین باباپور
- فریبرز آقایی
- احمد زارع پناه
- صدیقه زارع پناه
- مصطفی زارع پناه
- جهانگیر صادقی